# Medal Departamentu Obrony za Chwalebną Służbę
Medal Departamentu Obrony za Chwalebną Służbę (ang. Defense Meritorious Service Medal) – trzecie w hierarchii amerykańskie odznaczenie wojskowe nadawane przez Departament Obrony Stanów Zjednoczonych, po Medalu Departamentu Obrony za Wybitną Służbę i Medalu Departamentu Obrony za Wzorową Służbę, ustanowione 3 listopada 1977 roku, przyznawane żołnierzom Sił Zbrojnych USA bez względu na rodzaj broni, w okresie pokoju w uznaniu chwalebnej służby lub czynu innego niż bojowy (during peacetime to recognize noncombat meritorious service or achievement). W hierarchii odznaczeń wojskowych USA zajmuje miejsce po Brązowej Gwieździe oraz Purpurowym Sercu  i jest równoważny Medalowi za Chwalebną Służbę, ale w przypadku posiadania obu medali jest noszony przed nim.
Medal może być też przyznany wielokrotnie. Kolejne nadanie jest oznaczane poprzez nałożenie na wstążkę (oraz baretkę) brązowej odznaki w formie liścia dębu (oak leaf cluster). Pięć odznak brązowych jest zastępowanych odznaką srebrną.